# Pieve di San Paolo (Capannori)
La pieve di San Paolo è un edificio sacro che si trova nella località omonima a Capannori.

## Storia
L'edificio è la più antica pieve del territorio, anche se non è possibile individuarne la data certa di costruzione. Si può comunque dar per certo che fu distrutta in parte dai Goti intorno al 405 durante le invasioni barbariche.
Probabilmente la Pieve fu riedificata da San Frediano durante il periodo in cui era vescovo in Lucca tra il 561 e il 589, come molte altre chiese in zona distrutte dai barbari. La chiesa, il campanile e la canonica furono costruite elevate dal suolo stradale di almeno un metro, a causa delle continue piene del fiume Serchio che devastarono gran parte della zona di Capannori e soprattutto Pieve San Paolo dove il vecchio corso del fiume (allora si chiamava Auser) si biforcava. Solo l'intervento del vescovo di Lucca, San Frediano consentì la deviazione del fiume a monte di questa zona, all'incirca a San Pietro a Vico, e la conseguente bonifica del territorio capannorese.
La Pieve San Paolo fu inoltre ristrutturata intorno al 1200, allorché subì modifiche alla facciata, ai fianchi della navata e alla torre campanaria.
Infine l'ultima modifica strutturale fu eseguita nel 1600, quando fu rivista la architettura fondamentale della costruzione con l'aggiunta dei due bracci laterali (che ne connotano la pianta a croce latina), l'inserimento del coro e del tipico portico frontale. Segni di questi lavori si individuano tuttora nella navata centrale, dove sono presenti ancora gli stipiti, gli architravi e le lunette delle due antiche porte laterali, ora chiuse. I fianchi sono coronati da archetti monolitici sostenuti da mensole, decorate a fogliami spinosi.

## Architettura

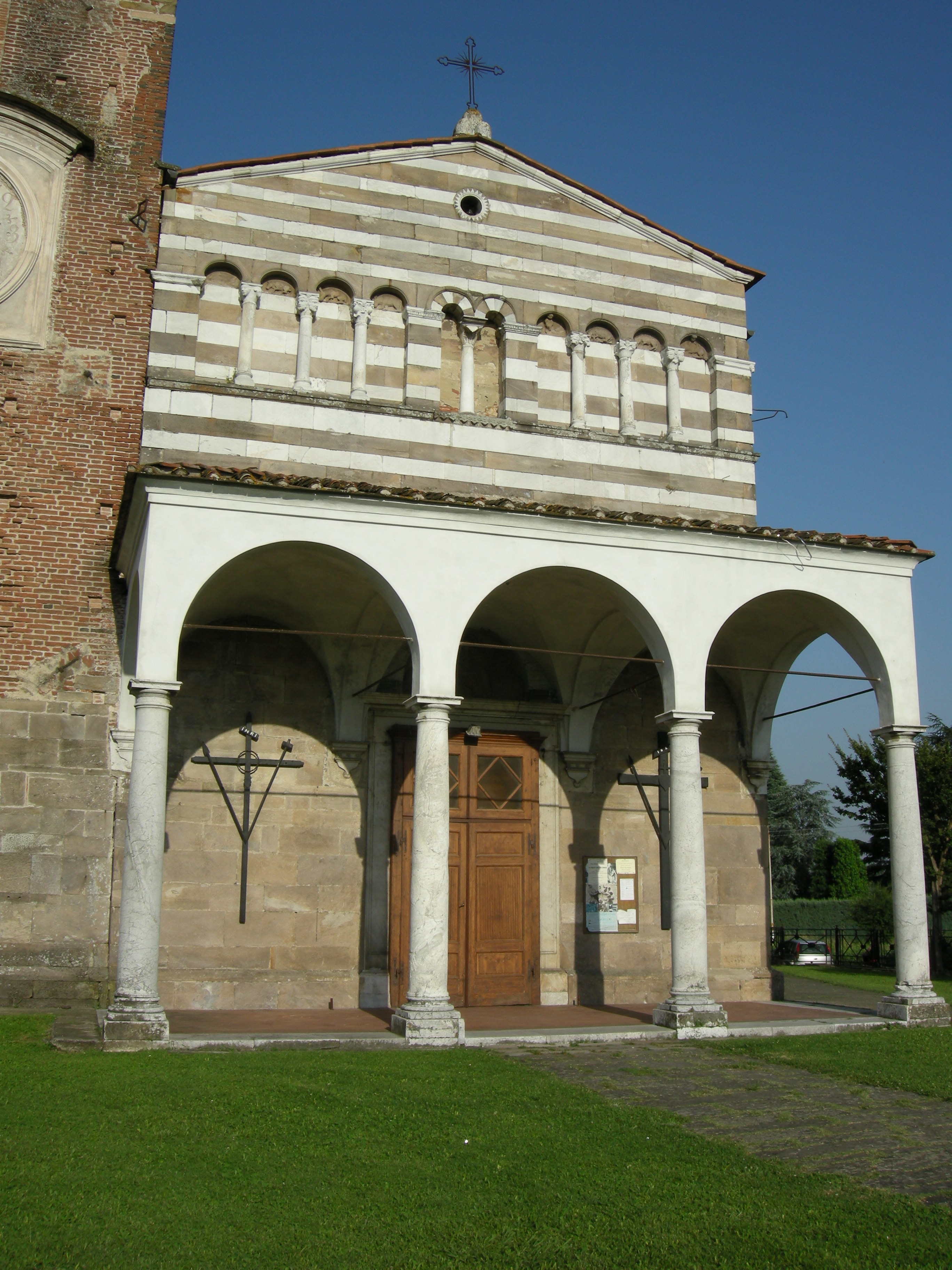
Il portico

### La facciata
La facciata dell'edificio, come in molte delle chiese, guarda a ponente. Essa presenta un portico con 4 colonne di marmo, mensole e capitelli che risale al 1816. Tutta la facciata è caratterizzata da un gioco cromatico con alternanza di fasce di marmo bianco e pietra. Al centro della facciata è presente una loggetta cieca che corre sotto il timpano. Essa presenta colonnine di marmo bianco marmo dotate di capitello dove è evidente l'esperienza di una maestranza di cultura biduinesca.
L'antica apertura a bifora della loggetta, originariamente chiusa con una vetrata, è stata murata nel 1795 per addossarvi dall'interno un organo.

### Il campanile
Il campanile della pieve è alto 28 metri e reca datazione 1246. Esso si eleva a contatto del lato destro della chiesa e la sua edificazione parte in pietra e continua in materiale laterizio fino a raggiungere l'imponente merlatura del cappello, che ne attesta l'antico utilizzo come roccaforte difensiva. La zona della Pieve San Paolo è stata difatti luogo di scontri tra lucchesi, pisani e fiorentini dall'epoca di Castruccio Castracani (1300) in poi.
Nel 1914 un merlo del campanile, probabilmente colpito da un fulmine, precipitò sulla Pieve danneggiando il tetto. Da allora fu aggiunto un impianto parafulmine sul Campanile. La torre tutt'oggi contiene 5 campane, due nella bifora opposta alla chiesa, una nella bifora che dà sul tetto della chiesa e due campane molto grandi sono riposte al suo interno, sono tutte a mano. Basti pensare che la campana maggiore per poterla avviare, servono ben tre uomini.
Le misure approssimative sono le seguenti:
- la piccola: 50/60 centimetri                                                                                                                                                                                * la media: 70/75 centimetri                                                                                                                                                                                   * la grande: 75/80 centimetri                                                                                                                                                                                * la piccola interna: 1,00/1,10 metri                                                                                                                                                                        * la grande interna: 1,40/1,50 metri

### Gli interni
A seguito del rifacimento del tetto, a causa del crollo di un merlo del campanile, l'interno fu largamente modificato secondo il gusto dell'epoca, recando l'apparenza di una costruzione tipica del 1700.
Nel 1798, sopra l'altare maggiore, venne costruito un arco recante figure in gesso, per il quale fu necessario innalzare il tetto della costruzione. Fu inoltre realizzato il cornicione che incorona la pieve su ogni lato e ricoperte con marmo le colonne ed i pilastri.

### Il piazzale
All'esterno della Pieve è stato realizzato tra il 1865 e il 1903 un giardino di erba verde a due livelli collegati da una gradinata di marmo.

## Le opere d'arte
All'interno delle Pieve sono presenti 5 altari, inizialmente costruiti da materiale ligneo e sostituiti nel tempo con opere realizzate in marmo.
- Altare maggiore (1773) si trova di fronte al coro, realizzato in marmo bianco e giallo di Carrara.
- Altare dedicato a San Giovanni Evangelista (1734) a lato destro dell'altare maggiore, realizzato in marmo di Carrara. Nella struttura è inserito un dipinto a olio su tavola, attribuita a Agostino Marti, raffigurante San Giovanni intento alla scrittura del Vangelo ispirato direttamente da Dio, circondato dalla schiera degli angeli.
- Altare dedicato a Sant'Andrea Apostolo (1760) a lato sinistro dell'altare maggiore. È costruito in marmo di Carrara e reca inserito un dipinto, attribuito a Agostino Marti, raffigurante Sant'Andrea nell'atto di leggere un libro, anch'esso in visione di Dio circondato da una schiera di angeli. L'altare è anche dedicato all'Immacolata Concezione, e raffigura la Madonna scolpita nell'altare stesso. Da notarsi che il dogma dell'Immacolata Concezione è stato ratificato nel 1854 e dunque la sua venerazione nella Pieve è antecedente.
- Altare dedicato al Santissimo Crocifisso (1602) a lato della navata destra. L'altare è sovrastato da un dipinto del 1816 raffigurante il Crocifisso, Santa Maria Maddalena e San Giovanni.
- Altare dedicato alla Madonna e a San Giuseppe (1702) a lato della navata sinistra. Esso era anticamente dedicato a Sant'Antonio Abate e a San Sebastiano e fu dedicato a Giuseppe e Maria dopo la loro intercessione dei santi in occasione della peste bubbonica del 1630.